# 이안눌
이안눌(李安訥, 1571년 ~ 1637년) 조선의 문신이다. 후에 숭록대부의정부좌찬성 겸 홍문관대제학·예문관대제학에 추증됐다. 담양의 구산서원(龜山書院)과 면천의 향사에 제향됐다. 시호는 문혜(文惠)이다. 본관은 덕수. 자는 자민(子敏), 호는 동악(東岳). 좌의정 이행(李荇)의 증손이다. 조부는 이원정(李元禎, 박은의 사위), 친부는 진사 이형(李泂), 친모는 경주 이씨(대호군(大護軍) 이양(李崵)의 딸)이다. 후에 재종숙 이필(李泌, 휘신공주의 손녀사위, 사헌부감찰)에게 입양되었다. 이식(李植)의 종숙(從叔)이다.

## 생애
선조 때 문과에 차석으로 급제하여 예조정랑, 이조정랑 등을 지냈다. 1601년 명나라에 사신으로 다녀온 후 외국의 사신을 맞는 종사관이 되었다. 1607년 동래부사가 되었다.
임진왜란이후 동래부 사람들이 거의 한날 한시에 가족의 제사를 지내는 것을 보고 이안눌은 동래맹하유감이라는 시를 지어 전쟁을 참상을 슬퍼하고 희생자들을 애도하였다.
선조에 이어 즉위한 광해군의 옳지 못한 정치에 분개하여 벼슬에서 물러났으며, 1623년 인조반정후 다시 등용되어 예조참판, 형조참판이 되었다.
1632년 예조판서 겸 예문관 제학이 되었다. 1636년 병자호란이 일어났을 때 남한산성으로 국왕 인조를 호종하였다. 죽은 후 좌찬성에 추증되었으며, 청백리에 뽑혔다. 그는 당시(唐詩)에 뛰어났으며, 효성이 지극하기로 유명하였다. 저서로 <동악집>이 있다.

## 참고 자료
- 이 문서에는 다음커뮤니케이션(현 카카오)에서 GFDL 또는 CC-SA 라이선스로 배포한 글로벌 세계대백과사전의 내용을 기초로 작성된 글이 포함되어 있습니다.